# Alimento biológico

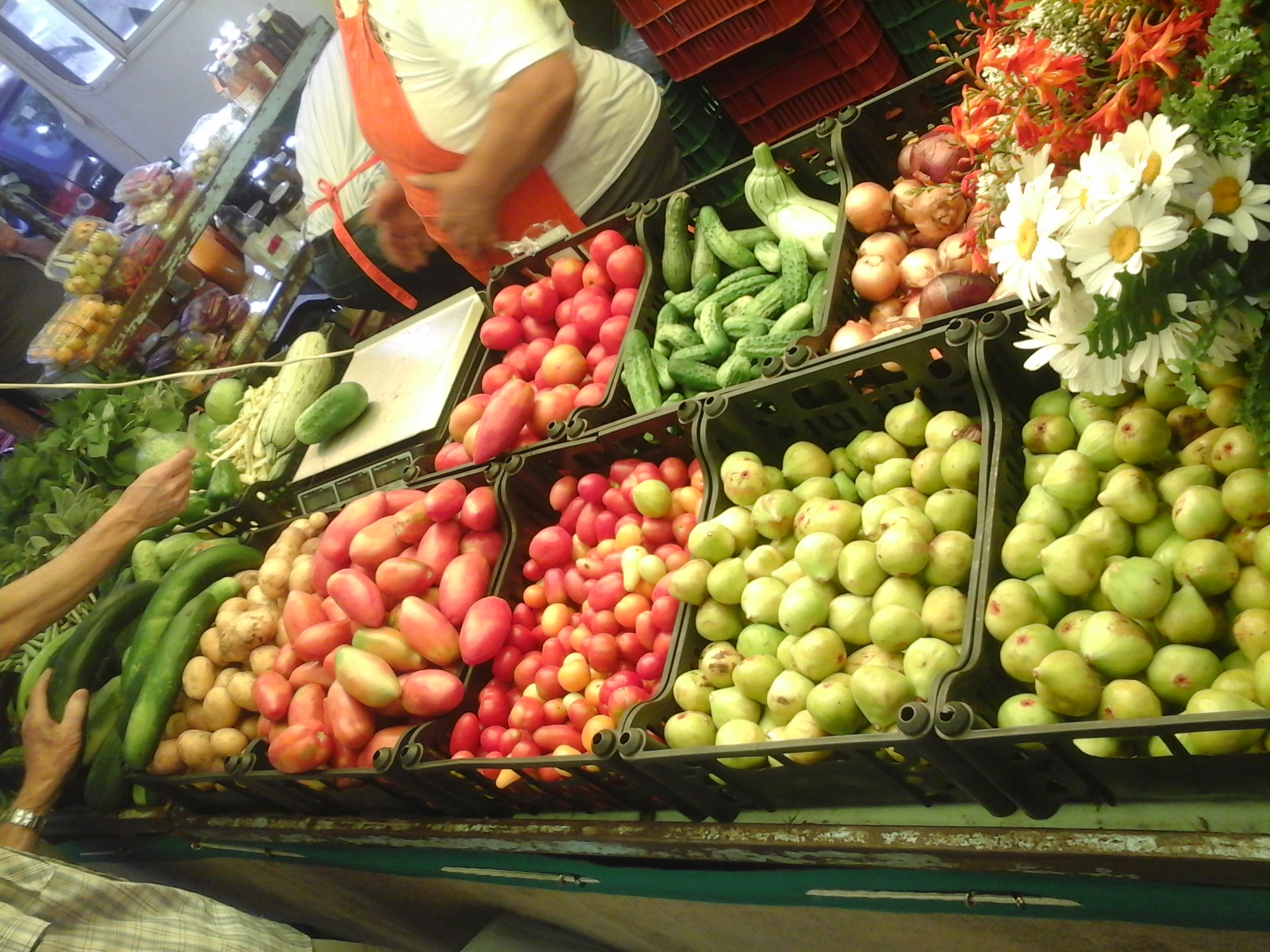
Alimentos biológicos / orgânicos à venda numa feira no Brasil

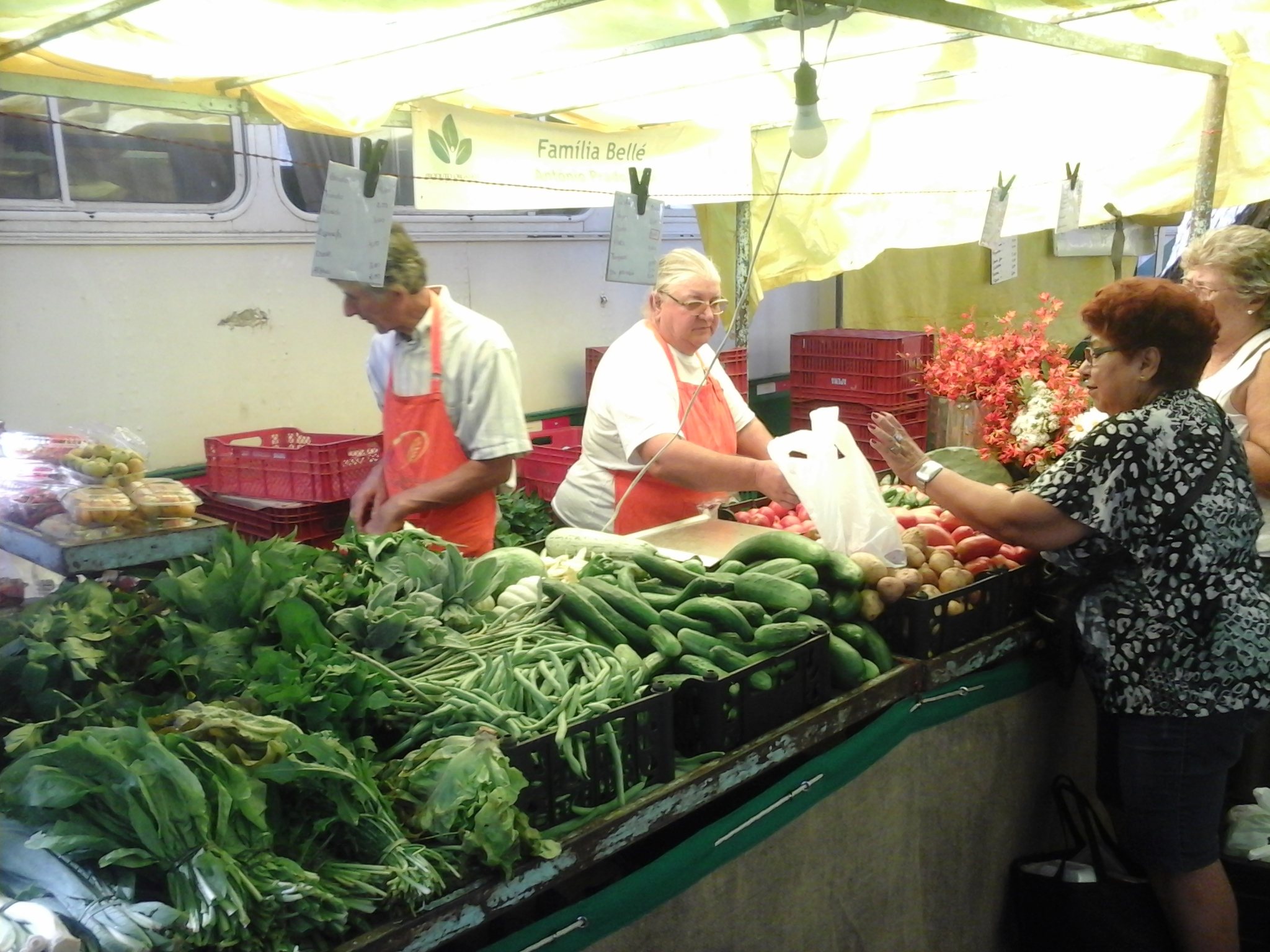
Feira da Redenção, em Porto Alegre, uma das maiores feiras de alimentos orgânicos da América Latina

Alimentos biológicos (assim chamados em Portugal e na União Européia) ou alimentos orgânicos (assim chamados no Brasil) são os alimentos produzidos pela agricultura biológica ou orgânica. Embora os padrões de definição variem ligeiramente em todo o mundo, a generalidade da agricultura biológica recorre a práticas agrícolas que promovem o ciclo natural dos recursos, o equilíbrio ecológico e que conservam a biodiversidade. Não são permitidos pesticidas e fertilizantes químicos, embora possam ser usados pesticidas naturais, aprovados para culturas biológicas. Geralmente, os alimentos biológicos não são processados com recursos como a irradiação, solventes químicos ou aditivos alimentares sintéticos.
Brasil, União Europeia, Estados Unidos, Canadá, México, Japão e muitos outros países exigem que os produtores de alimentos orgânicos/biológicos obtenham um certificado para poderem comercializar qualquer alimento como orgânico/biológico no interior das suas fronteiras. No contexto destes regulamentos, os alimentos orgânicos/biológicos são produzidos de modo a se adequarem aos padrões de certificação dos governos e das organizações internacionais.

## Comparação com alimentos convencionais
A diferença entre os alimentos orgânicos/biológicos em comparação com os alimentos convencionais, produzidos com a utilização de agrotóxicos, pode ser analisada sobre diferentes aspectos, como os valores nutricionais do alimento, quantidade de resíduos de agrotóxicos encontrados ou até mesmo os níveis de impacto ambiental e social produzidos pelas formas de produção. Dessa forma, como existem muitos critérios que podem ser analisados, além de se tratar de um questão de grande repercussão econômica, têm existido muita confusão e polêmica sobre o assunto, especialmente a partir das primeiras décadas do século XXI, momento em que os alimentos orgânicos passaram a ser mais regulamentados pelos governos e conquistado cada vez mais espaço e aceitação pelo mercado consumidor.

### Diferenças nos valores nutricionais
Não existem evidências suficientes que apoiem a alegação de que os alimentos orgânicos sejam mais nutritivos que os convencionais, pois os estudos comparando o conteúdo nutricional de ambos não apresentam resultados consistentes. Embora possam existir diferenças no conteúdo nutricional entre os alimentos biológicos e convencionais, a natureza variável da produção e processamento destes alimentos faz com que seja difícil generalizar os resultados.

### Diferenças nos níveis de agrotóxicos

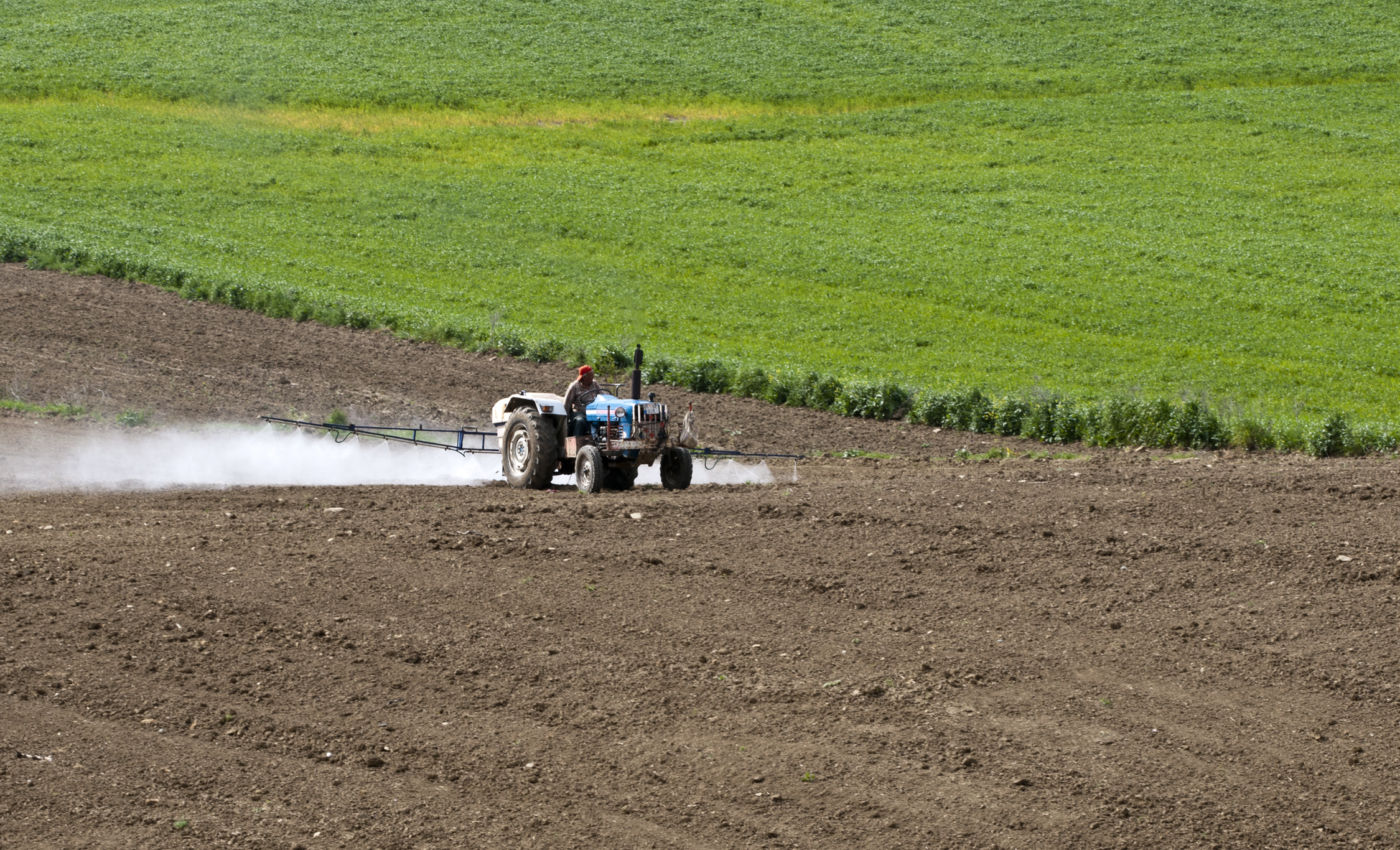
Aplicação de agrotóxicos em um cultivo convencional de alimentos

Alimentos biológicos apresentam níveis bastante reduzidos de resíduos de agrotóxicos em relação aos alimentos convencionais.
Tal afirmação é amplamente atestada e comprovada por uma série de pesquisas e orgãos regulamentadores nacionais e internacionais, já que o uso de pesticidas é bastante restrito no cultivo biológico, enquanto nos alimentos convencionais o uso de agrotóxicos é amplamente difundido. Porém, ainda sim é possível encontrar casos raros e isolados de contaminação de agrotóxicos em alimentos supostamente orgânicos, causados pela comercialização de produtos convencionais vendidos falsamente como orgânicos, ou ainda por uma contaminação acidental alheia ao processo de produção, como a contaminação por pesticidas carregados pelo vento oriundos de plantações distantes ou durante o transporte ou armazenamento do produto em locais onde são armazenados alimentos convencionais com agrotóxicos.

### Diferenças nos impactos ambientais e sociais

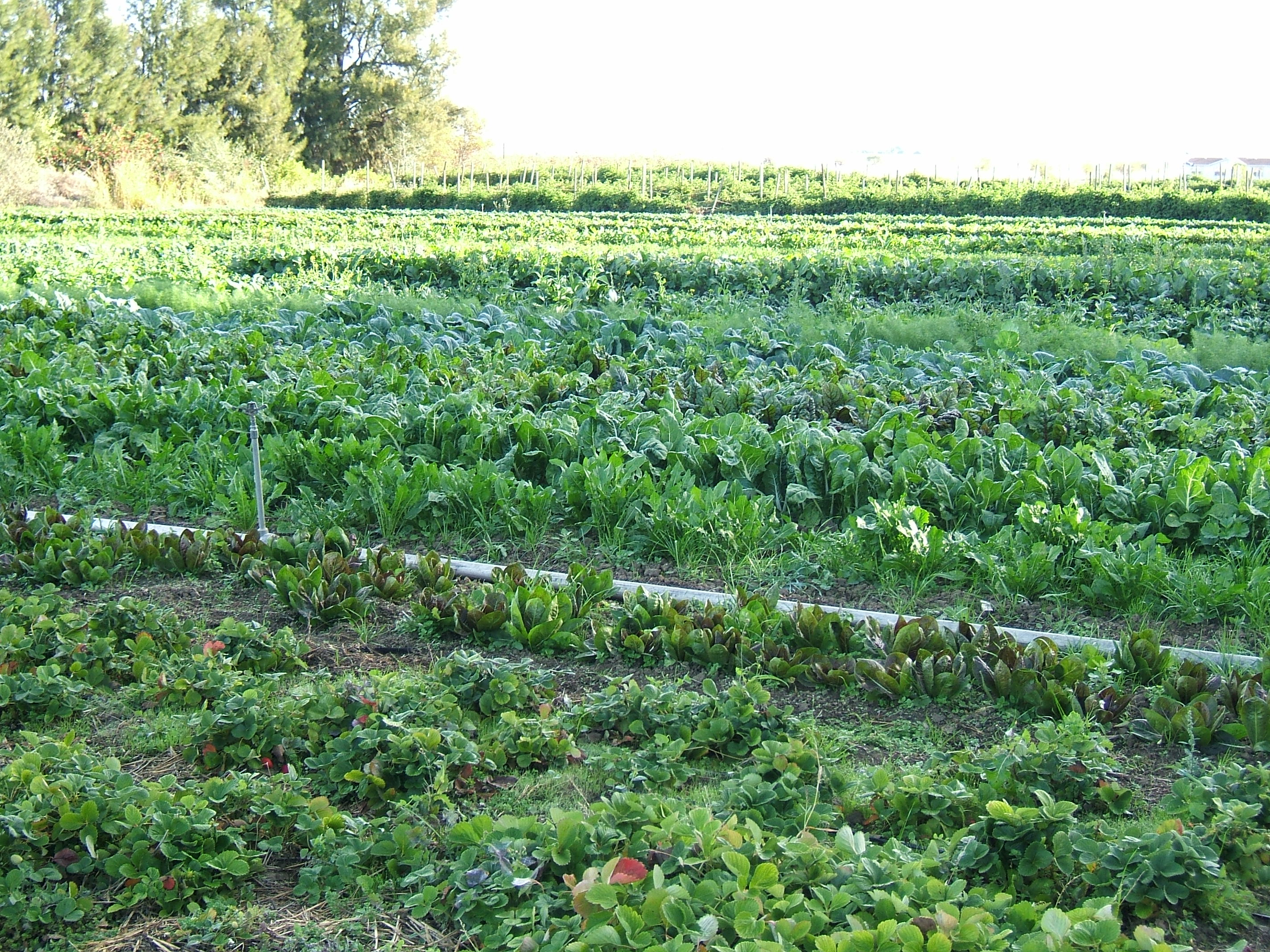
Cultivo baseado na agricultura orgânica, demonstrando a diversidade de alimentos cultivados e a proteção do solo com o uso de cobertura vegetal

Os alimentos biológicos (orgânicos) podem ser produzidos por uma grande diversidade de técnicas e meios produtivos que constituem a agricultura orgânica, que de modo geral são diretamente menos impactantes no meio ambiente do que os modos convencionais de produção com agrotóxicos, uma vez que só pela não utilização de pesticidas já impedem uma série de problemas ambientais, como a contaminação das águas ou intoxicação dos trabalhadores rurais envolvidos na produção. Além disso os cultivo biológicos geralmente utilizam técnicas agrícolas mais sustentáveis como cobertura do solo, rotação de culturas e adubação verde.
No entanto, há aqueles que são contrários à essa afirmação e digam que a produção orgânica não é boa para o meio ambiente, sustentando suas hipóteses no argumento que este tipo de produção é menos produtiva e exige mais mão-de-obra e gastos energéticos, gerando assim mais emissão de gases do efeito estufa, além de necessitar de maiores área de plantio, que contribuiriam para o desmatamento. Porém, há pesquisadores que refutam esta afirmação, contrapondo a opinião através de pesquisas que apontam a evolução tecnológica da produtividade da agricultura orgânica, que tende a se equiparar sua produtividade com a agricultura convencional.